# تأين صدمي

مثال على تأين صدمي

التأين الصدمي (ملاحظة 1) هي عملية تتأين فيها ذرة أو جزيء عندما يقوم جسيم حامل للشحنة بالاصطدام بها بطاقة مرتفعة فاقداً بذلك تلك الطاقة ومشكلاً لجسيمات جديدة حاملة للشحنة.
على سبيل المثال، في شبه الموصلات يستطيع إلكترون مرتفع الطاقة أن يصطدم مع إلكترون آخر مرتبط وأن يخرجه من حالة الارتباط إلى نطاق التوصيل مشكلاً بذلك زوج إلكترون-ثغرة جديد. لكي يحصل حامل الشحنة المصطدم على طاقة حركية كافية ينبغي تطبيق حقل كهربائي بالشكل الكافي.

## هوامش
- ملاحظة 1 التأين الصدمي [2] أو التأين بالصدم أو بالتصادم أو بالارتطام.[3]